# Тоїнка
То́їнка (рос. Тоинка) — село у складі Чаїнського району Томської області, Росія. Входить до складу Чаїнського сільського поселення.

## Населення
Населення — 65 осіб (2010; 121 у 2002).
Національний склад (станом на 2002 рік):
- росіяни — 88 %